# Т-42
Т-42 (в некоторых источниках — ТГ-V) — советский проект сверхтяжёлого танка межвоенного периода. Разрабатывался в 1930—1933 годах конструкторским бюро ОКБ-5 завода «Большевик» под руководством немецкого инженера-конструктора Эдварда Гротте. Разработки не вышли из стадии чертежей и постройки масштабных моделей, хотя в процессе работ над танком был получен ряд интересных инженерных результатов.

## История создания
В конце 1920-х — начале 1930-х годов военно-политическая обстановка требовала от Советского Союза экстренных мер для технического перевооружения армии и выполнения принятой Совнаркомом в 1929 году программы оснащения вооружённых сил бронетехникой. Собственно, из всех танков, находившихся на тот момент в распоряжении РККА, относительно современными являлись только лёгкие танки сопровождения пехоты Т-18 (МС-1), а парк средних и тяжёлых машин был представлен главным образом британскими танками времен Первой мировой войны, трофеями, захваченными в Гражданскую войну. Стартовавшие было в СССР работы по созданию собственных средних и тяжёлых танков быстро столкнулись с отсутствием в СССР необходимой научной базы и опыта танкостроения, которое сильно тормозило проектирование новых танков и не позволяло создать проект полноценной боевой машины. После ряда неудачных попыток разработки полностью отечественного проекта танка (такого, как Т-30) было решено привлечь специалистов из-за рубежа, в первую очередь — из Германии.
В марте 1930 года в СССР прибыла приглашённая из Германии группа специалистов во главе с инженером Эдвардом Гротте. Группе поручили разработку проектов перспективных танков для вооружения РККА. Первой работой Гротте стал «мощный средний танк» ТГ, который обладал множеством перспективных решений и в целом опережал уровень мирового танкостроения того времени. Танк произвёл весьма благоприятное впечатление на руководство РККА, но высокая сложность его конструкции предопределила его судьбу — танк остался чисто экспериментальной разработкой.
Однако Гротте это обстоятельство ничуть не обескуражило, и его КБ приступило к проектированию тяжёлого танка. Будучи талантливым инженером, Гротте имел внушительные наработки в проектировании «стальных колоссов», к тому же в начале 1930-х годов Советский Союз являлся по существу единственной страной, которая обладала достаточной материально-технической базой для проектирования и промышленным потенциалом для постройки подобных машин. К марту 1932 года немецкий инженер представил военным проект многобашенного тяжёлого танка прорыва массой 75 тонн, условно названного ТГ-VI. Эта разработка особой поддержки УММ РККА не получила, в результате чего Гротте капитально переработал её в проект новой машины, получившей индекс Т-42 (или ТГ-V). В сравнении с предшественником танк внушительно потяжелел и весил уже 100 тонн. Летом 1932 года новый проект был рассмотрен военными и, как и предшественник, особого успеха не стяжал.
К тому моменту в сфере тяжёлых танков у УММ РККА уже был выбор в лице тяжёлого танка Т-35, по сравнению с которым машина Гротте существенно проигрывала. Во-первых, готового двигателя для танка не существовало, и проблему силового агрегата ещё только предстояло решить. Скоростные и маневровые качества колосса подвергались сомнению, а его цена, между тем, зашкаливала за разумные пределы. В итоге комиссия УММ РККА приняла решение, что Т-42 не полностью соответствует предъявленному техническому заданию и постановила закрыть работы над этим проектом, сосредоточив усилия на Т-35.

## Описание конструкции
По компоновочной схеме Т-42 был в принципе аналогичен Т-35 (прототип которого, Т-35-1, в тот момент строился на ХПЗ) и представлял собой тяжёлый танк классической компоновки, пятибашенный, с двухъярусным расположением пушечно-пулемётного вооружения и противоснарядным бронированием.
В передней части корпуса размещалось отделение управления. Для обеспечения приемлемого обзора с места механика-водителя его рубка была размещена по оси танка, сильно выдвинута вперёд и оборудована бронированной надстройкой. За отделением управления располагалось боевое отделение. Разнообразное вооружение размещалось в пяти башнях, расположенных в два яруса (компоновка, «унаследованная» проектом от своего предшественника, ТГ-IV). Первый ярус образовывали четыре башни, размещённые вокруг подбашенной коробки главной башни. Спереди от неё устанавливались две пушечные башни типа башен танка БТ-2, вооружённые 45-мм танковыми пушками 20К и спаренными с ними 7,62-мм пулемётам ДТ, сзади — две пулемётные башни, оснащенные спаренными пулемётами ДТ с возможностью ведения огня по воздушным целям. Второй ярус образовывала расположенная по продольной оси танка главная башня, вооружённая адаптированной для установки в танк 107-мм пушкой образца 1910/30 годов. Надо сказать, что детальная разработка вооружения танка не являлась задачей данного проекта, и в документации была проработана лишь компоновочная схема размещения вооружения. На крыше главной башни имелась небольшая командирская башенка.
Имелся также вариант с размещением вооружения в трёх башнях, из которых носовая вооружалась 76,2-мм орудием (угол горизонтальной наводки 202°), кормовая — 45-мм (угол ГН 278°) и главная — 107-мм (угол ГН 270°).
Моторно-трансмиссионное отделение размещалось в кормовой части корпуса. С силовым агрегатом танка возникли определённые сложности, поскольку мощности имевшихся в распоряжении двигателей не хватило бы даже на то, чтобы сдвинуть 100-тонную машину с места. Чтобы обеспечить танку установленную техническим заданием УММ РККА скорость, Т-42 требовалось оснастить двигателем мощностью около 2000 л.с. Поскольку в 1932 году столь мощного двигателя физически не существовало, предполагалась спаренная установка двух дизельных двигателей мощностью 1000 л.с., использовавшихся на тепловозах Щэл1м.
Ходовая часть танка применительно к одному борту состояла из 17 сдвоенных опорных катков малого диаметра, переднего направляющего ленивца и ведущего колеса заднего расположения. 1-й и 17-й опорные катки имели индивидуальную подвеску, три средних катка соединили в общую тележку, а остальные блокировались попарно в 6 тележек. Для облегчения управления танком, как и в случае с ТГ, Гротте решил применить электротрансмиссию и сервоприводы управления, что, хотя и улучшило эргономичность машины, дополнительно усложнило и удорожало его конструкцию.
Предполагалось, что танк будет нести дифференцированное бронирование с максимальной толщиной лобовых деталей корпуса и башен 70 мм.

## Оценка проекта
Как и большинство сверхтяжёлых танков, разрабатывавшихся в 1920—1930-х годах разными странами мира, Т-42 не имел почти никакой практической полезности. Огромные размеры и масса делали танк прекрасной мишенью, несмотря на противоснарядное бронирование. Динамические характеристики танка также вызывали сомнения. Кроме того, существовала труднорешаемая проблема доставки танков таких размеров и массы к линии фронта и их боевой эксплуатации (к примеру, о преодолении такой машиной рек по мостам можно было и не думать). Наконец, первые же ориентировочные расчёты стоимости танка принесли устрашающие результаты. Учитывая всё сказанное выше, даже объективно очень мощное вооружение Т-42 не играло решающей роли. Таким образом, танк не имел преимуществ перед Т-35, который и был в итоге выбран военными для принятия на вооружение.
Однако, стоит отметить ряд прогрессивных решений, применённых Гротте при разработке танка. К таковым относятся, к примеру, наличие командирской башенки и возможность противовоздушной обороны танка, а также широкое использование электро- и сервоприводов.